# Gian Francesco I Brignole Sale
Pour les articles homonymes, voir Brignole, Gian Francesco Brignole et Doge Brignole-Sale.
Gian Francesco I Brignole Sale (né en 1582 et mort en 1637) était un homme politique italien du XVIIe siècle, qui fut le 102e doge de Gênes du 11 juillet 1635 au 11 juillet 1637 et le premier roi de Corse pendant la même période.

## Biographie
Il offrit ses États à la Vierge Marie. C'est là une origine lointaine du drapeau corse. Le blanc étant la couleur de Marie.
Ambassadeur prestigieux et financier avisé, Gian Francesco est notamment envoyé par la république de Gênes auprès du duc de Mantoue.
En 1635, Gian Francesco I, doge très francophile, devient le premier doge de la famille malgré l'emprise des vieilles maisons, fortement liées à l'Espagne, sur la magistrature suprême. Durant son mandat il transforme durablement l'institution ducale. Pour s'affranchir de la tutelle hasbourgeoise, il fait voter un décret qui proclame que le doge (qui avait rang de duc du Saint Empire) a désormais rang de roi souverain. Cela est justifié par la possession du royaume de Corse et est symbolisé par la remise solennel des clefs de la ville par le doge à la Vierge Marie, reine de Gênes et de la Corse ! Gian Francesco I Brignole fut le dernier à avoir rang de duc. Son successeur, couronné avec des attributs entièrement nouveau sera le premier à avoir rang de roi.
Son tableau en grande tenue de doge a été réalisé d'après un original par Jacopo Boni, un siècle après sa mort pour le compte de son descendant Gian Francesco II Brignole Sale.

## Mariage
Il épouse Geronima Sale, unique héritière de la très riche famille Sale et elle-même fille de Giulio Sale.
Il appartient à la famille Brignole. Il mourut deux mois après la fin de son mandat.